# Noce pecan

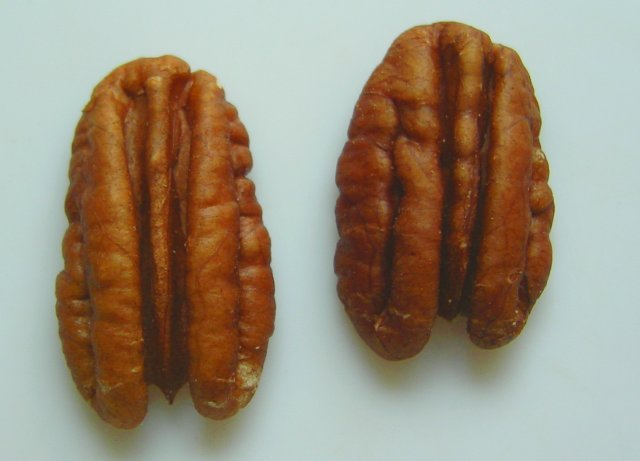
Gherigli di noce pecan

La noce pecan è il frutto del pecan, albero originario dell'America del Nord appartenente alla famiglia delle Juglandaceae; in senso botanico il frutto del noce è in realtà una drupa e quello che mangiamo è il seme. 
Fa parte della frutta secca  molto simile alla noce. 

## Composizione
- proteine (7%)
- fibra alimentare (3%)
- grassi saturi (8%)
- grassi polinsaturi (10%)
- grassi monoinsaturi (12%)
- magnesio
- fosforo
- zinco
- rame
- manganese
- tiamina
- vitamina E